# Зимарівська сільська рада
Зимарі́вська сільська рада (рос. Зимарёвский сельский совет) — сільське поселення у складі Калманського району Алтайського краю Росії.
Адміністративний центр — село Зимарі.

## Населення
Населення — 1104 особи (2019; 1164 в 2010, 1143 у 2002).

## Склад
До складу сільської ради входять:
| Населений пункт                       | Населення, осіб (2002) | Населення, осіб (2010) |
| ------------------------------------- | ---------------------- | ---------------------- |
| Желєзнодорожна Казарма 260 км, селище | 29                     | 27                     |
| Зимарі, селище                        | 19                     | 12                     |
| Зимарі, село                          | 753                    | 778                    |
| Новий, селище                         | 229                    | 210                    |
| Прудський, селище                     | 115                    | 137                    |